# Agastache anethiodora
L'Anice menta (Agastache anethiodora (Nutt.) Britton, 1898) è una pianta erbacea perenne originaria del Nordamerica, dove cresce in praterie e zone di pascolo ed è coltivata per attrarre le api mellifere. Appartiene alla famiglia delle Lamiaceae.
Il nome scientifico deriva dal greco "molte spighe" (aga e stachys), perché i fiori sono piccoli e ravvicinati e formano una sorta di spiga.